# Pałacyk myśliwski Letzlingen
Pałacyk Myśliwski Letzlingen (niem. Jagdschloss Letzlingen) – neogotycki pałacyk na południu powiatu Altmarkkreis Salzwedel w kraju związkowym Saksonia-Anhalt. Obiekt znajduje się na terenie wrzosowiska Colbitz-Letzlinger Heide, uważanego za jedno z największych wrzosowisk Europy Środkowej.
Pałacyk wzniesiono w 1843 na zlecenie króla Prus Wilhelma IV. Plany budowli w stylu gotyku tudorowskiego sporządzili Friedrich August Stüler i Ludwig Ferdinand Hesse. Obecnie (2008) w rezydencji znajduje się wystawa poświęcona historii pałacu a w budynku Kavalierhaus mieści się hotel.

## Historia

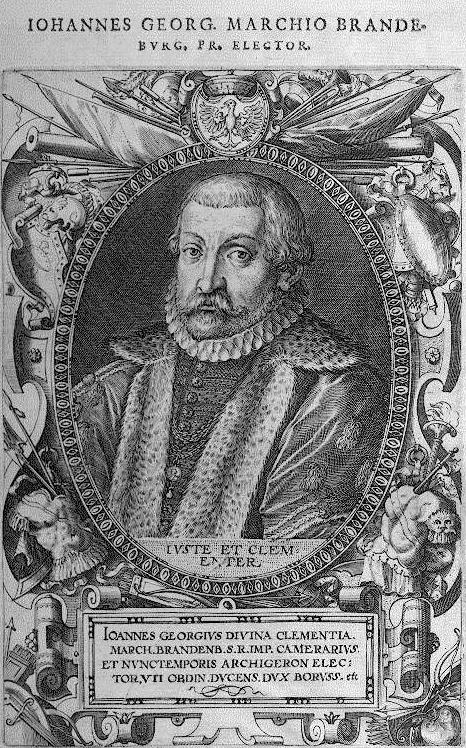
Jan Jerzy Hohenzollern

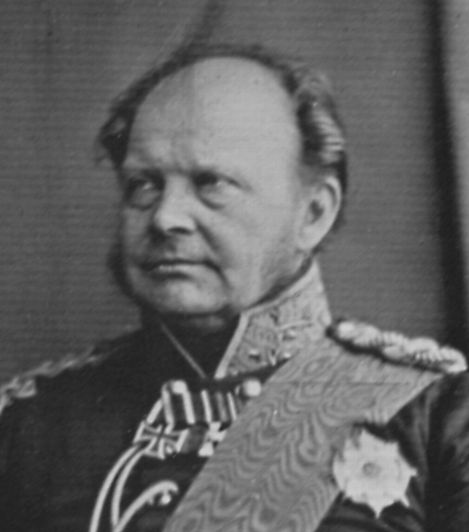
Fryderyk Wilhelm IV

Do XVI w. w miejscu obecnego pałacyku stał domek myśliwski. W latach 1559-62 książę Brandenburgii Jan Jerzy Hohenzollern wybudował zamek myśliwski, zwany Hirschburgiem. Budowlę zaprojektował budowniczy Cunz. Centralną pozycję zajmowała część mieszkalna, którą okalał mur wzmocniony wieżami otoczony fosą. Jan Jerzy Hohenzollern często pomieszkiwał w zamku. W 1577 świętował tu zaślubiny z Elżbietą, córką księcia Joachim Ernesta von Anhalt-Zerbs.
Kolejni władcy z dynastii Hohenzollernów preferowali inne siedziby, a zamek popadł w ruinę. Został ponownie odkryty przez Wilhelma IV w 1840. Na bazie dawnej budowli wzniesiono neogotycki pałacyk w stylu tudorowskim według planów Friedricha Augusta Stülera. W 1843-44 Stüler dokonał przebudowy korpusu pałacyku. Czterokondygnacyjna część mieszkalna została wzniesiona na planie kwadratu. Okrągła wieża mieszcząca klatkę schodową góruje nad budowlą.
Najprawdopodobniej w latach 1851-53 przeprowadzono przebudowę jadalni i kuchni według planów Stülera. Prace nadzorował brat architekta, inspektor budowlany Karl Askan Stüler oraz magdeburski radca budowlany Karol Albert Rosenthal.
Ponadto Stüler zaprojektował neogotycki kościół przypałacowy, wzniesiony pod kierownictwem Rosenthala. Kamień węgielny pod budowę świątyni położono w 1857; prace rozpoczęto w 1859 a ukończono w 1861 – roku śmierci Wilhelma IV. W uroczystości poświęcenia kościoła wziął udział panujący brat Wilhelma IV Wilhelm I Hohenzollern (cesarz Niemiec od 1871). W 1868 wzniesiono jeszcze Kastellanhaus według projektu Ludwiga Ferdinanda Hessego.
W pałacyku gościli na polowaniach m.in. cesarz Austrii Franciszek Józef I, kanclerze Rzeszy: Otto von Bismarck, Theobald von Bethmann Hollweg i Bernhard von Bülow. Ostatnie polowanie urządzono w listopadzie 1912 za panowania  Wilhelma II Hohenzollerna.
Po I wojnie światowej i upadku monarchii, pałacyk przeszedł na własność rządu pruskiego. W 1922 w budynku zaczęła działać prywatna szkoła z internatem Freie Schul- und Werkgemeinschaft założona przez Bernharda Uffrechta i jego żonę Ini. W kwietniu 1933 szkoła została zamknięta przez nazistów, którzy w pałacyku zorganizowali szkołę dla przywódców SA. Podczas II wojny światowej w budynku mieścił się lazaret, a następnie oddział szpitala z Gardelegen (1945-1991).
Po zjednoczeniu Niemiec pałacyk przeszedł w ręce Fundacji Pałaców, Zamków i Ogrodów Saksonii-Anhalt (niem. Stiftung Schlösser, Burgen und Gärten des Landes Sachsen-Anhalt), dzisiejszej Fundacji Katedr i Pałaców w Saksonii-Anhalt (niem. Stiftung Dome und Schlösser in Sachsen-Anhalt). Obiekt został poddany gruntownej renowacji w latach 1997–2001. Obecnie (2008) w rezydencji znajduje się wystawa poświęcona historii pałacu a w budynku Kavalierhaus mieści się hotel (od 2004).

## Literatura
- 450 Jahre Jagdschloss Grunewald 1542–1992. Staatliche Schlösser und Gärten Berlin, 1992, s. 139. (niem.).